# Vaskivesi–Visuvesi
Le Vaskivesi–Visuvesi est un lac situé à Virrat et Ruovesi en Finlande.

## Présentation
Le lac Vaskivesi–Visuvesi a une superficie de 46,2 kilomètres carrés et une altitude de 96,1 mètres.
Les deux parties Visuvesi et le Vaskivesi sont parfois considérés comme deux lacs de même  hauteur,.
Le lac compte 301 îles dont la superficie totale est de 957 hectares, ce qui représente environ 17,2% de la superficie totale du lac. La plus grande île est Vaskisalo (320 ha). Parmi les autres îles, 57 font plus d'un hectare, 227 font plus d'un acre et les 16 autres font moins d'un acre.